# Подобедова, Светлана Николаевна
Светлана Николаевна Подобедова (род. 25 мая 1986, Зима, Иркутская область) — российская и казахстанская тяжелоатлетка. Заслуженный мастер спорта России (2005) и Республики Казахстан (2009). Двукратная чемпионка мира (2009, 2010), двукратная чемпионка Европы (2004, 2005), чемпионка Казахстана (2010, 2011, 2012), чемпионка Азии (2009) и Азиатских игр (2010). Серебряная призёрка чемпионата мира 2011 года. Установила рекорд мира в рывке — 134 кг (побита Натальей Заболотной); и в сумме двоеборья — 295 кг (также побита Натальей Заболотной).
Получила четвёртое по счёту золото Казахстана на Олимпиаде 2012 года в Лондоне, подняв 291 кг в сумме двоеборья.

## Карьера
В составе сборной России дважды выигрывала чемпионат Европы в 2004 и 2005 году. В 2006 году стала чемпионкой мира среди юниоров, но из-за положительной допинг-пробы Светлана была дисквалифицирована.
После этого инцидента вместе с тренером провела переговоры с Федерацией тяжёлой атлетики Казахстана, которая согласилась на
выступления Подобедовой под флагом Казахстана. Федерация тяжёлой атлетики России не дала своего согласия на этот переход и согласно правилам Международной федерации тяжелой атлетики спортсменка была вынуждена пропустить Олимпийские игры в Пекине.
Получив официальное право выступать за Казахстан, Светлана Подобедова дважды стала чемпионкой мира. Её личный тренер — Алексей Ни. Первый тренер — Блинов Павел Георгиевич. В 2010 году признана лучшей штангисткой планеты.
6 июня 2012 года на чемпионате Казахстана в Талдыкоргане в рывке подняла 130 кг, а в толчке показала результат 165 кг (больше мирового рекорда). Однако ввиду категории соревнований рекорд официально не признан.
Участница Олимпиады — 2012 в Лондоне. Показав второй результат в рывке (130 кг) и первый в толчке (161 кг), стала олимпийской чемпионкой с новым олимпийским рекордом в толчке.
15 июня 2016 года решением Международной федерации тяжёлой атлетики временно отстранена от занятий спортивной деятельностью в связи с неблагоприятными результатами допинг-проб взятыми у спортсменки на Олимпийских Играх в Лондоне в 2012 году. В пробе был найден анаболический стероидный препарат Станозолол.
5 июля 2016 года Министр культуры и спорта РК Арыстанбек Мухамедиулы заявил, что Илья Ильин, Светлана Подобедова, Майя Манеза и Зульфия Чиншанло пропустят Олимпиаду в Рио-де-Жанейро.
19 октября 2016 года Международный олимпийский комитет за использование допинга лишил Подобедову золотой медали Летних Олимпийских игр 2012 года.
31 октября 2016 года объявила об окончательном завершении спортивной карьеры.

## Личная жизнь
В 7 июля 2013 года вышла замуж за Владимира Седова, с которым развелась в 2015 году.
Вышла замуж за казахстанского бойца ММА Нурлана Карабалина. 4 августа 2017 года родила сына Руслана весом в 3800 граммов.

## Звания и награды
- Орден Парасат.
- Заслуженный мастер спорта России (2005).
- Заслуженный мастер спорта Республики Казахстан (2009).
- «Лучшая спортсменка Казахстана» (2009, 2010)
- «Лучшая тяжелоатлетка мира» (2010) по версии Международной федерации тяжелой атлетики.
- Орден «Барыс» 2-й степени[22].
- Почётный гражданин Алматинской области (2012)[23].